# Nadejda Txernixeva
Nadejda Txernixeva (rus: Надежда Петровна Чернышёва)  (Kazan, 21 de març de 1951 - maig 2019) fou una remadora russa que va competir sota bandera de la Unió Soviètica durant la dècada de 1970.
El 1976 va prendre part en els Jocs Olímpics d'Estiu de Mont-real, on guanyà la medalla de plata en la competició del quàdruple scull amb timoner del programa de rem. Formà equip amb Anna Kondràixina, Larisa Alexandrova, Galina Iermolàieva i Mira Bryunina. En el seu palmarès també destaquen cinc campionats soviètics.